# Ragnvald Wentzel
Oskar Albert Ragnvald Wentzell, född 19 juni 1898 i Surte, Nödinge församling, Älvsborgs län, död 25 mars 1979 i Torps församling, Ånge kommun, Västernorrlands län, var en svensk dekorationsmålare, lantbrukare, målare, skulptör, fiolbyggare och spelman.
Han var son till glasblåsaren Oskar Wentzel och Hulda Sjögren och från 1921 gift med Ida Cecilia Larsson. Han utbildade sig till hantverksmålare och bildhuggare i Göteborg och studerade konst parallellt vid Slöjdföreningens skola 1914–1917 och för Birger Simonsson vid Valands målarskola 1917–1918.  Separat ställde han bland annat ut i Sundsvall några gånger och han medverkade i Salongen på Liljevalchs konsthall 1924. Han var huvudsakligen verksam som dekorationsmålare och drev perioden 1926–1938 ett lantbruk, Som stafflikonstnär utförde han porträtt och landskapsskildringar med fjällmotiv dessutom utförde han några porträttskulpturer.